# Gare de Cesano-Maderno
La gare de Cesano-Maderno (en italien, Stazione di Cesano Maderno) est une gare ferroviaire italienne de la ligne de Milan à Asso, située à proximité du centre ville de Cesano Maderno dans la province de Monza et de la Brianza en région de Lombardie.

## Situation ferroviaire
Établie à environ 203 mètres d'altitude, la gare de Cesano-Maderno est située au point kilométrique (PK) 19 de la ligne de Milan à Asso, entre les gares de Bovisio-Masciago-Mombello et de Seveso. Elle dispose d'une deuxième plateforme située en hauteur sur le pont qui permet le passage de la ligne de Novare à Seregno, entre les gares ouvertes de Cesano-Maderno-Groane et de Seveso-Baruccana.

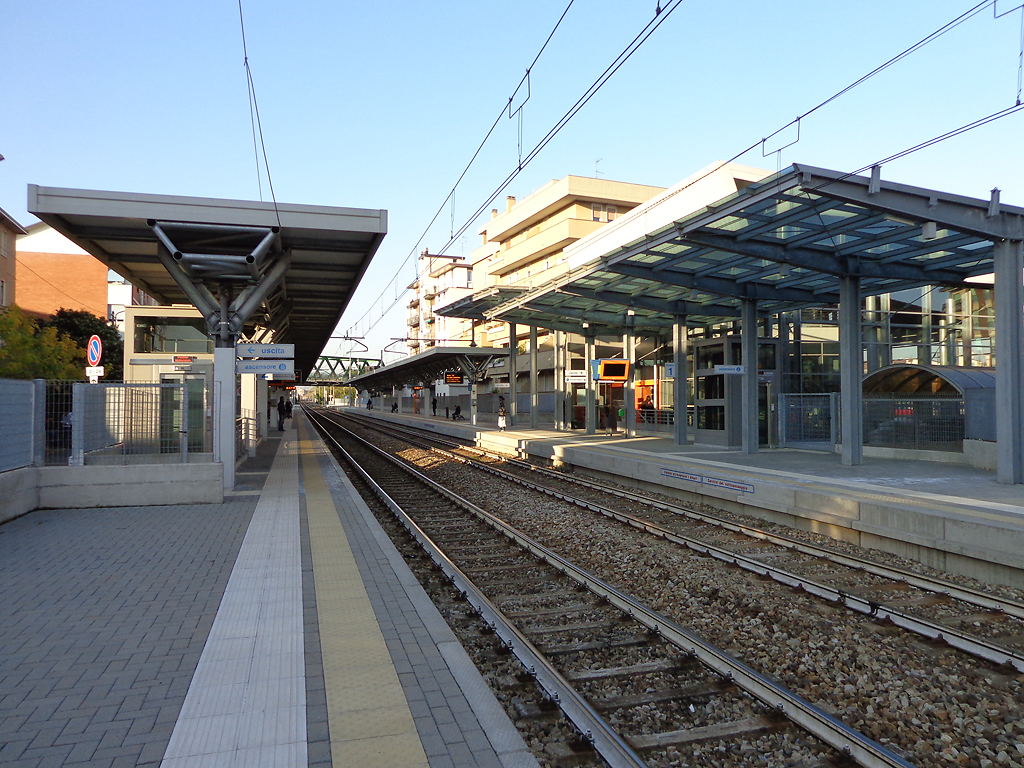
Voies et quais de la plateforme basse, au fond le pont sur lequel se trouve la plateforme haute.

## Histoire

### Première gare
La première gare de Cesano-Maderno, 45° 37′ 39″ N, 9° 08′ 32″ E, est mise en service le 27 septembre 1879, lors de l'ouverture de la section de Bovisio-Mombello à Mariano-Comense de la ligne de Milan à Erba. 
Le 12 décembre 2004, elle devient également une station de la ligne S2 du Service ferroviaire suburbain de Milan avec l'ouverture du service entre Milan-Porta-Vittoria et Mariano-Comense. Cette même année elle devient aussi une station de la ligne S4 du service ferroviaire suburbain de Milan.

## Service des voyageurs

### Accueil
Gare voyageurs LeNord, elle dispose d'un bâtiment voyageurs, avec guichet et automate pour l'achat de titres de transport. Elle offre la particularité de disposer de deux plateformes, celle du bas située sur la ligne de Milan à Asso dispose de deux voies et deux quais latéraux pour les trains régionaux et les services S2 et S4, et celle du haut située sur la ligne de Novare à Seregno, qui dispose d'une voie et d'un quai pour le service S9.
Un passage souterrain permet l'accès aux quais et la traversée des voies. Des ascenseurs permettent le lien avec la station haute.

### Desserte
Cesano-Maderno est desservie par des trains régionaux R LeNord, de la relation Milan-Cadorna - Canzo-Asso
La gare basse est également une station de la ligne S2, Mariano-Comense - Milan-Rogoredo du Service ferroviaire suburbain de Milan et de la ligne S4.
La gare haute est une station de la ligne S9 du service ferroviaire suburbain de Milan.

### Intermodalité
Un parking pour les véhicules est aménagé à proximité. 

## Patrimoine ferroviaire
Le bâtiment de la première gare, désaffecté depuis 2011, est toujours présent sur le site.

## Galerie de photographies

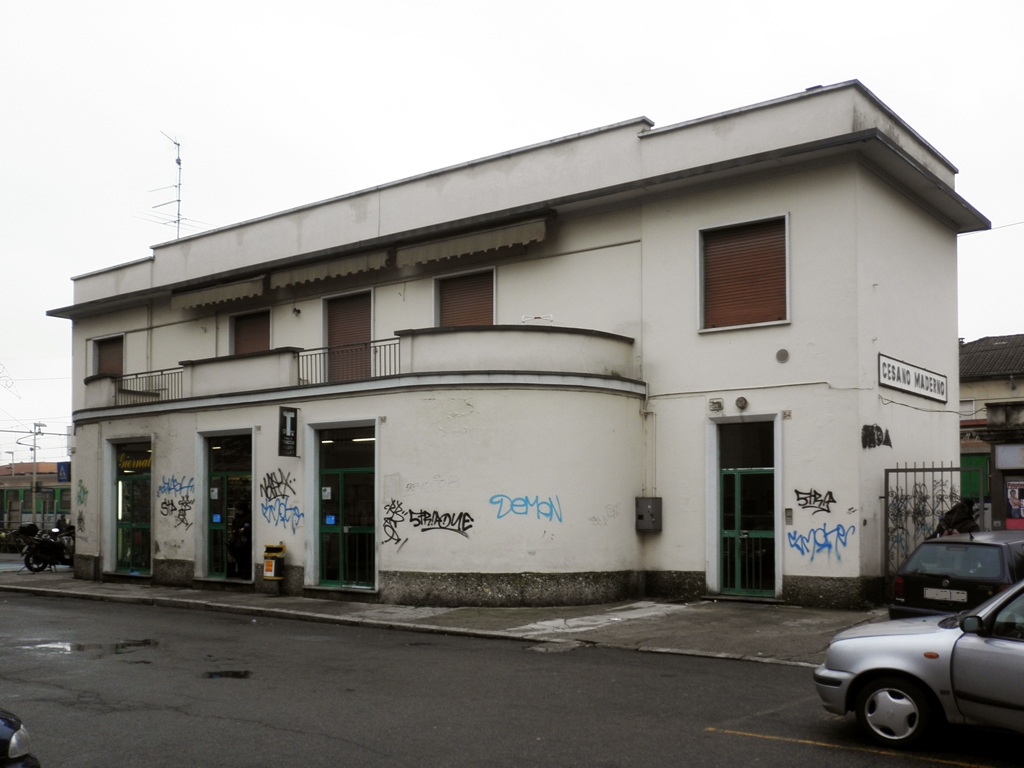
Bâtiment 1re gare, en 2010
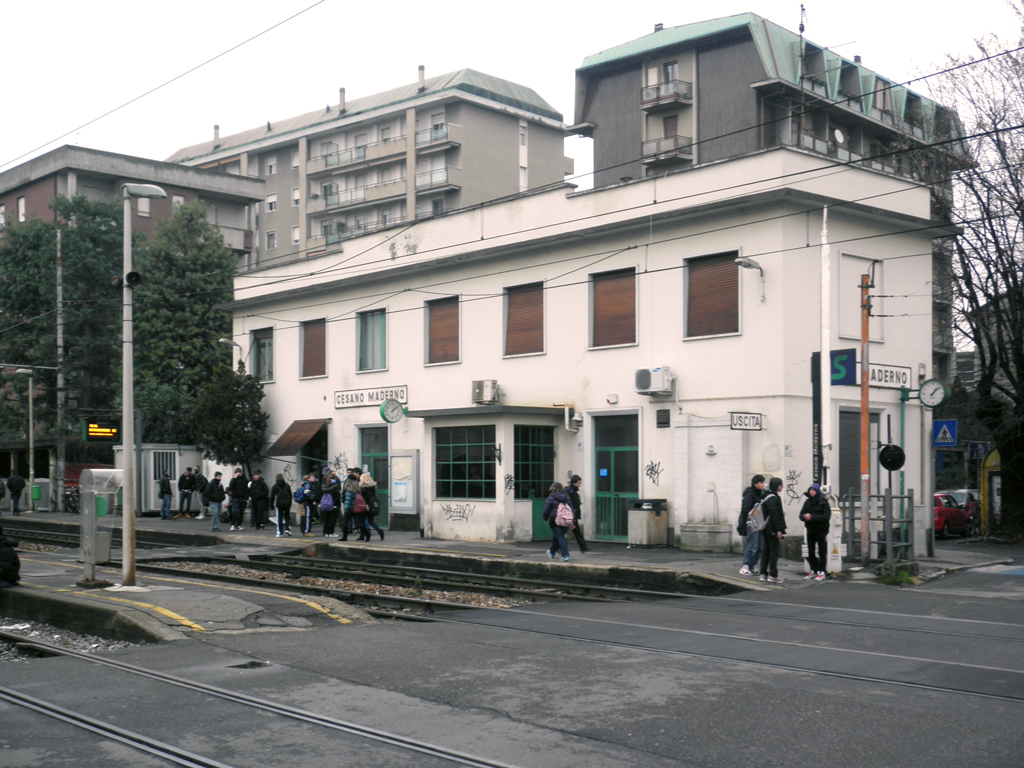
1re gare, en 2010
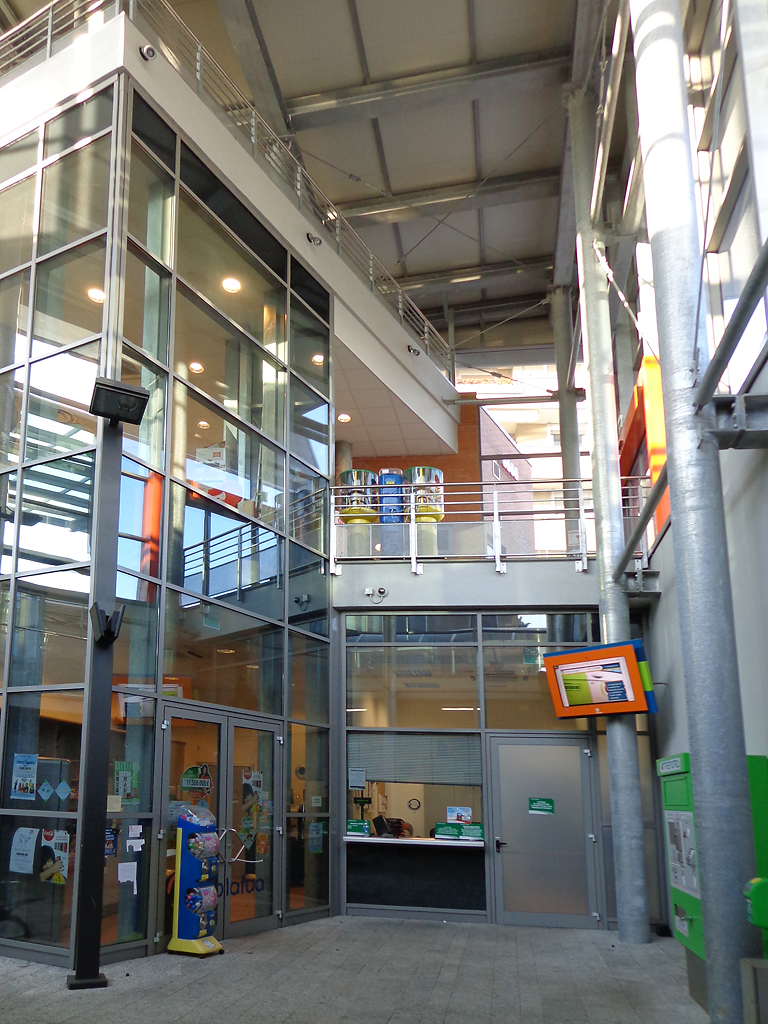
Nouvelle gare, Intérieur du bâtiment (2012)
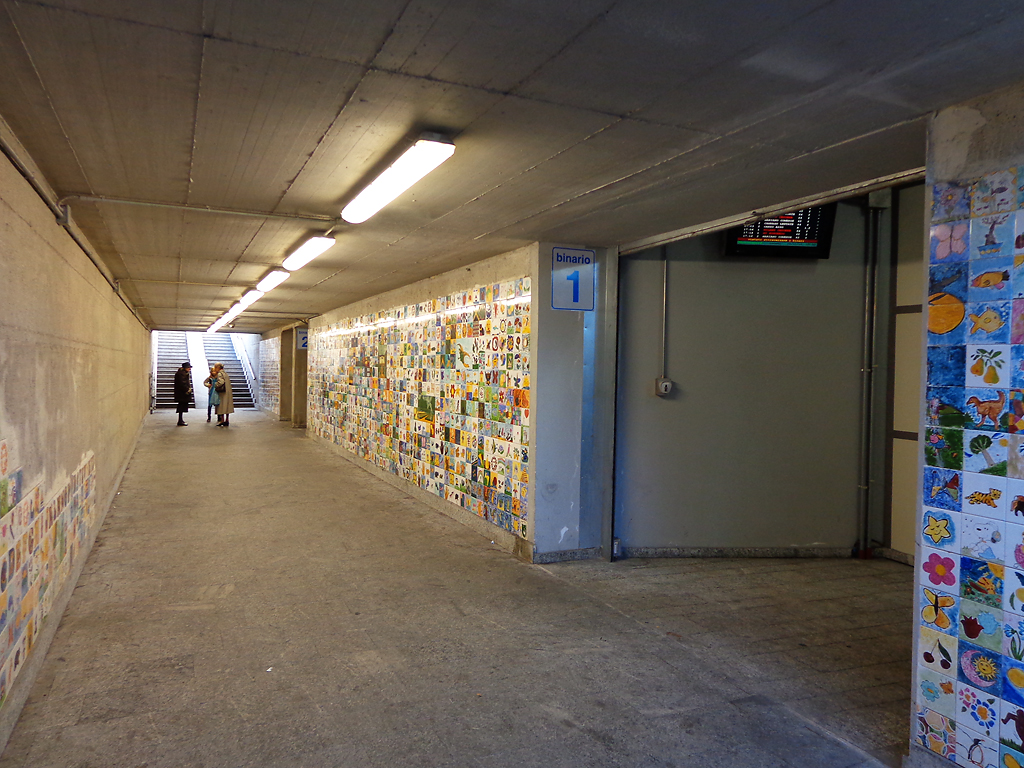
Passage souterrain nouvelle gare (2012)